# Sindicat de Llogateres
L'Associació del Sindicat de Llogaters i Llogateres, coneguda habitualment com a Sindicat de Llogateres de Catalunya, o simplement Sindicat de Llogateres, és una associació catalana que defensa els drets dels llogaters. La quota d'afiliació a l'entitat dona accés a l'assessorament legal.
En 2024 els seus portaveus eren Enric Aragonès i Carme Arcarazo, que van succeir Jaime Palomera, qui havia estat actiu en el càrrec des de la seva creació fins al 2021. El Sindicat de Llogateres 3.234 afiliats l'any 2022 i 12 agrupacions locals, a més de seccions específiques per a diferents grans tenidors. L'estructura contava el mateix any amb quatre persones assalariades i 130 militants actius sense sou.

## Objectius
L'objectiu de l'entitat és formular propostes legislatives i dur a terme accions reivindicatives per a lluitar contra la crisi de l'habitatge a Catalunya que empeny els preus a l'alça, causada pel creixement demogràfic que ha disparat una demanda sense sòl suficient per atendre-la, agreujada amb l'arribada de fons d'inversió, la desviació d'una part del parc d'habitatge ja construït cap a usos turístics i la creixent presència de nous residents estrangers temporals.
El parc d'habitatges en lloguer a Barcelona i Girona en 2023 estava al voltant del 31% del total, inferior al de països com Suïssa, amb el 55%, Alemanya amb el 48%, Àustria amb el 45%, o Dinamarca, França i el Regne Unit, amb el 37%. En aquell moment a Catalunya un 10,64% dels pisos es consideraven buits, destacant-ne Terrassa amb un 9,5%, Barcelona amb un 9,3%, Badalona amb un 8,4%, l'Hospitalet de Llobregat amb un 7,4% i Sabadell amb un 6,1%.
Les propostes del Sindicat de Llogateres es focalitzen en la crítica de l'especulació immobiliària, la supressió dels desnonaments per impagaments de lloguer, la reducció i regulació de les rendes, l'allargament de contractes d'arrendament i l'eliminació dels honoraris encoberts, la reincorporació dels habitatges buits al mercat i la construcció de nou habitatge públic destinat a lloguer social fins a arribar al 15% del total del parc d'habitatge, i el recondicionament dels habitatges en lloguer de grans tenidors en males condicions.

## Història
Els orígens del Sindicat de Llogaters i Llogateres es remunten a la tardor de 2016 quan representants de l'Observatori DESC i la Federació d'Associacions Veïnals de Barcelona, La Hidra Cooperativa, l'Assemblea de Barris per un Turisme Sostenible, i Desllogades, preocupats pel creixement de preus del lloguer residencial van començar a reunir-se a Barcelona fins a conformar una nova entitat per a fer front a l'increment de preus dels contractes d'arrendament d'habitatges i a l'especulació immobiliària. L'organització es va presentar en roda de premsa als mitjans el 2 de maig de 2017, i el 12 de maig en un acte públic al Casinet d'Hostafrancs, i va fer una primera assemblea el 26 de maiy en què Jaime Palomera va esdevenir el primer portaveu de l'entitat.
Les consultes més freqüents a l'entitat eren de persones a qui s'acostava el final del contracte de lloguer, tement una important pujada o la no renovació. En aquest context, l'entitat va desenvolupar el 2017 la campanya «Ens quedem i exigim lloguers justos» per a negociar amb propietaris i agents immobiliaris i signar una renovació a un preu assumible, i que en alguns casos va aconseguir rebaixar la proposta d'increment de renda.

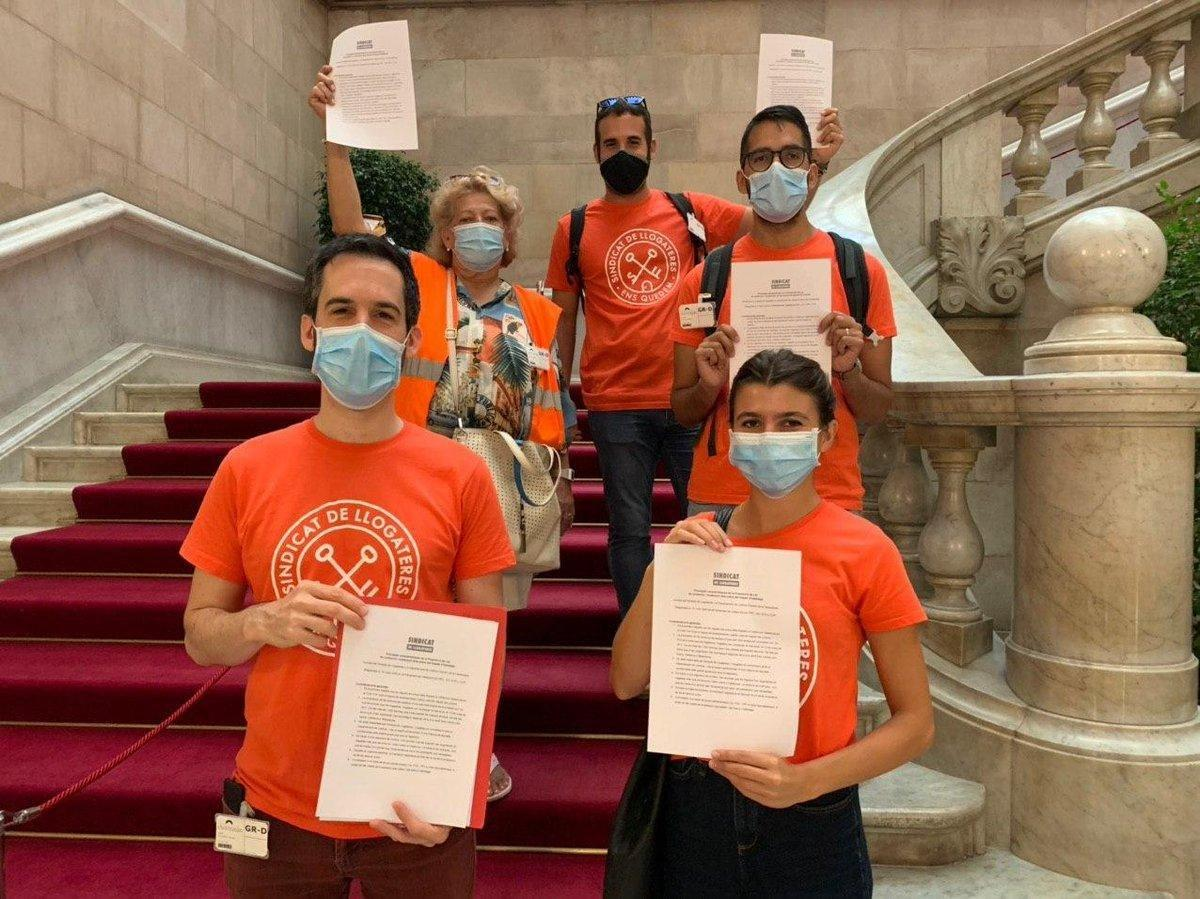
Presentació de la llei de regulació del preu del lloguer al Parlament de Catalunya el 15 de juliol de 2020

El Sindicat de Llogateres, juntament amb altres sindicats de tot l'estat, va convocar una vaga de lloguers a partir de l'1 d'abril de 2020 per a protestar davant de «la inacció del govern espanyol envers la manca de recursos de moltes famílies per poder pagar els lloguers». L'endemà el govern de l'estat anuncià la suspensió dels desnonaments per impagaments durant un total de sis mesos i la prorrogació de tots els contractes d'arrendament que finalitzaven durant l'estat d'alarma. Tot i això, l'organització va mantenir la vaga perquè consideraven que «les mesures eren insuficients». Més endavant, el Sindicat de Llogateres va impulsar la Llei 11/2020, del 18 de setembre, aprovada al Parlament de Catalunya per 71 vots a favor i 63 en contra de mesures urgents en matèria de contenció de rendes en els contractes d'arrendament d'habitatge i de modificació de la Llei 18/2007, de la Llei 24/2015 i de la Llei 4/2016, relatives a la protecció del dret a l'habitatge.
Un any després de l'aprovació de la llei 11/2020, els preus del lloguer havien baixat un 5,5% als municipis regulats a Catalunya el segon trimestre de l'any, segons dades de l'Agència de l'Habitatge, enfront de la baixada més moderada allà on els preus no estaven regulats, d'un 2,7%. Tanmateix, un estudi de la Barcelona School of Economics va alertar que la baixada dels preus del lloguer es devia fonamentalment a la sortida del mercat dels pisos més cars, mentre que els pisos més barats havien pujat significativament de preu. En aquest període, una seixantena de municipis de més de 20.000 habitants l'havien aplicat amb l'objectiu de congelar els preus dels lloguers vigents de cara als nous contractes i abaixar els que estan per sobre del preu de l'índex de referència quan es renovessin.
En 2022 i 2023 l'entitat va participar, amb altres entitats, de les protestes en contra el saló del sector immobiliari anomenat The District a la Fira de Barcelona.

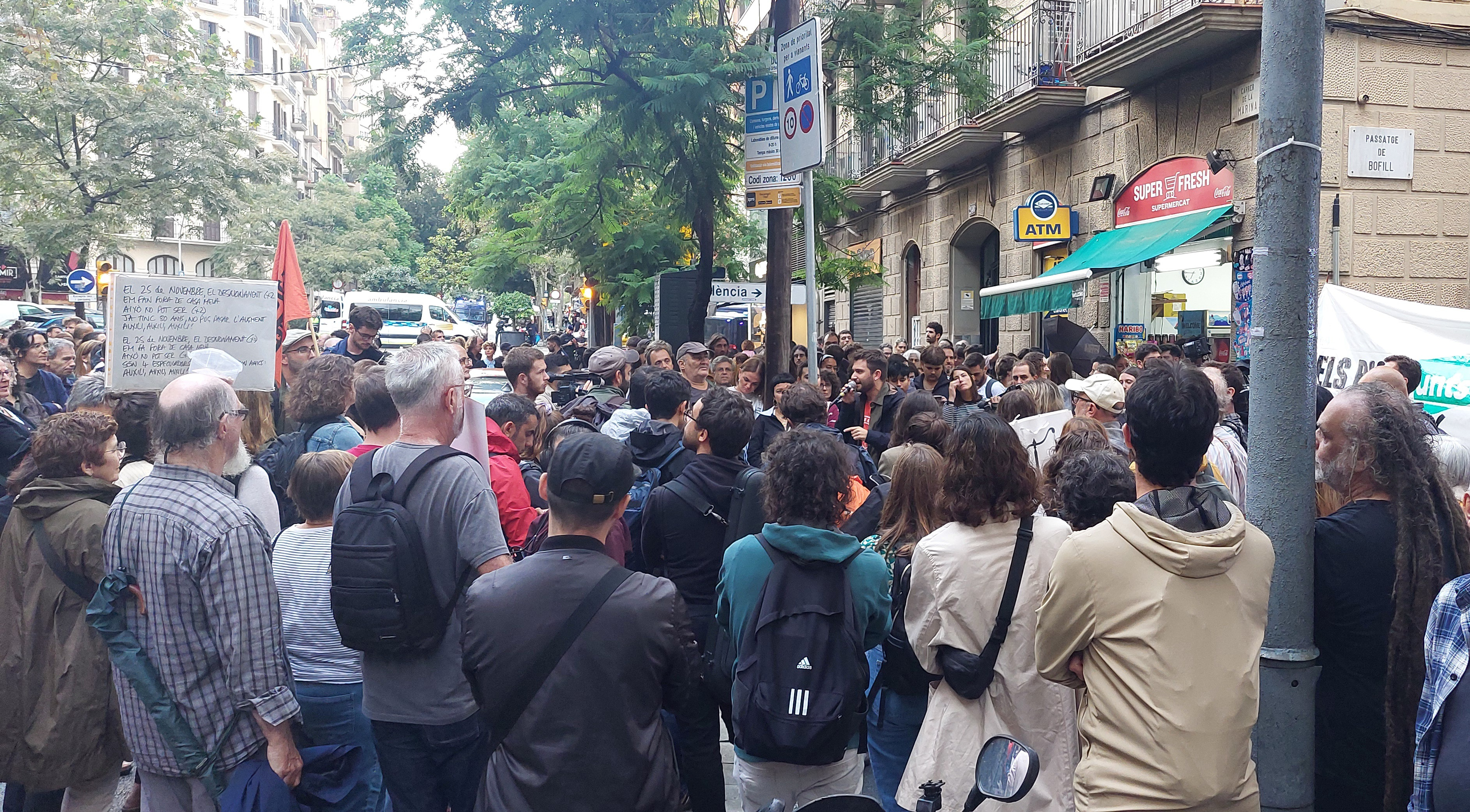
Protesta davant la seu de Junts per Catalunya el 2024 pel seu vot en contra de la modificació de la Llei d'Arrendaments Urbans, que envaïa competències autonòmiques.

L'abril del 2024 es va celebrar a Barcelona el primer congrés internacional de sindicats de llogaters d'arreu del món per a debatre, analitzar i compartir estratègies contra l'especulació. L'associació, juntament amb altres de l'estat, va promoure el 26 de juny de 2024 un projecte de llei per a reformar la Llei d'Arrendaments Urbans per a regular els lloguers de temporada i lloguers d'habitacions, que fou presentat al Congrés dels Diputats i rebutjat per 172 vots a favor i 178 en contra. i en desembre de 2024 va convèncer dues comunitats de Salou i Sentmenat de no pagar el lloguer a partir de març de 2025 com a mode de protesta i anunciant una vaga de lloguers.
El febrer de 2025, juntament amb la Plataforma d'Afectats per la Hipoteca (PAH), es va crear la Confederació Sindical d'Habitatge de Catalunya. El Sindicat d'Habitatge Socialista de Catalunya, tot i participar en el congrés no va acceptar entrar dins la confederació, però sí que participaria en la Taula Sindical juntament amb els sindicats laborals Coordinadora Obrera Sindical (COS), Co.bas, Confederació General del Treball (CGT), Confederació Nacional del Treball (CNT), IAC-CATAC i Solidaridad Obrera.
El 4 de juny de 2025 es va presentar el manifest «En defensa de l'habitatge protegit» amb el suport d'una vuitantena d'entitats i organitzacions socials que reclama a la Generalitat de Catalunya que eviti la privatització de l'Habitatge de protecció oficial impulsat per la Fundació Obra Social La Caixa entre 2002 i 2012 que en perd la condició al venciment del termini. En el moment de la presentació del manifest, la Generalitat de Catalunya negociava una nova compra d'habitatges d'Inmocaixa per afegir a als 450 adquirits a Inmocaixa el novembre de 2024 i als 743 habitatges a Divarian en el seu pla per aconseguir 50.000 habitatges públics fins al 2030.

### Vaga de lloguers
El maig de 2024, el Sindicat de Llogateres i el Col·lectiu Ronda van presentar una demanda conjunta contra les clàusules abusives en els contractes de lloguer protegit de La Caixa en què es reclamava la nul·litat d'aquestes condicions i assentar un precedent per a arrendaments futurs. La demanda incloïa un total de 37 promocions d'habitatges construïdes entre 2002 i 2012 sota el règim de protecció oficial, impulsades o adquirides per l'Obra Social la Caixa que llavors pertanyien a Immocritèria, i que estan ubicades a 27 municipis del territori català.
L'abril de 2025, un total de 62 famílies de cinc promocions protegides de Sentmenat, Banyoles i Sitges, a les que en juny es van afegir quatre famílies d'una promoció de Palau-solità i Plegamans, van iniciar una campanya d'impagaments de renda reclamant la nul·litat de clàusules contractuals i la reclamació retroactiva de les quanties cobrades en concepte d'Impost sobre els Béns Immobles (IBI), un procediment criticat per la consellera d'habitatge Sílvia Paneque. Els imports corresponents als lloguers s'ingressen en un dipòsit comú, mentre la propietat ha iniciat els processos de desnonament contra alguns dels llogaters.